# 平秩東作
平秩 東作（へづつ とうさく、享保11年3月28日（1726年4月29日） - 寛政元年3月8日（1789年4月3日））は、江戸時代後期の戯作者、狂歌師、漢詩人、文人である。幼名は八十郎、後に八右衛門。姓は立松、名は懐之（かねゆき）。字は子玉。平秩東作は戯号。号は東蒙山・嘉穂庵。父は元尾州藩士で屋号は稲毛屋金右衛門。後に東作が父の屋号を引き継いだ。

## 経歴
内藤新宿の馬借稲毛屋金右衛門の子として生まれる。10歳頃から漢学や和学を学び、宝暦末年頃に大田南畝と知り合い、生涯親交を持つ。東作10歳のときに父道佐が死去し、14歳のとき、父の後を継ぎ煙草商になった。平賀源内と親交を持ち、伊藤蘭嵎が師であったという説もある。1773年（安永2年）から翌年にかけて、伊豆の天城山で炭焼き事業を始め、1775年（安永4年）には材木商を営む。
狂歌界との関わりも深く、1769年（明和6年）唐衣橘洲主催の狂歌会に参加し、1785年（天明5年）10月には自身が中心になり『百鬼夜狂』を刊行した。その間、1783年（天明3年）から翌年まで、松前と江差に滞在し、アイヌの人びとの風俗や蝦夷地の風土についての見聞を記した『東遊記』を著した。1786年（天明6年）、横領罪で失脚した勘定組頭の土山宗次郎が逃亡潜伏した際、所沢の山口観音に匿ったことが発覚し、「急度叱」の咎めを受けた。これがきっかけとなり、狂歌界とも疎遠になった。 
寛政元年3月8日、病死。近世文学研究者の井上隆明は、東作を「戯作的に生きた戯作者である」と評した。

## 逸話
- 身長5尺に足らぬ小男であったという[3]。
- 1765年（明和2年）、隣家の酒屋に誘われた浄土真宗の秘教組織（秘事法門（御庫秘事）・異安心）[6]に偽装信者として潜入し、翌年その一味を勘定奉行石谷清昌へ密告したが[7]、東作自身も邪宗の紋との嫌疑をかけられ厳しい詮議を受けた[5]。結局、自身への疑いは晴れ、褒美として銀3枚を頂戴した[5]。
- 1783年（天明3年）から翌年まで、蝦夷地に逗留して『東遊記』を著した。この蝦夷地探索は隠密行動であり、上記の「急度叱」を招く遠因となった[1]。
- 平賀源内が獄死したのち、罪人である遺体の引き取り手のなかった中、公儀に目をつけられるのを覚悟の上で東作が引き取ったとされる。

## 作品
- 『駅舎三友』（1779年（安永8年））
- 『当時阿多福仮面』（1780年（安永9年））
- 『納太刀誉鑑』（1779年（安永8年）） - 浄瑠璃。紀上太郎との合作。
- 『二国連璧談』
- 『東遊記』
- 『狂歌師細見』
- 『狂歌百鬼夜狂』 - 1785年（天明5年）。狂歌集。
- 『怪談老の杖』
- 『莘野茗談』 - 随筆。

## 登場作品
- べらぼう〜蔦重栄華乃夢噺〜（2025年、NHK大河ドラマ） - 演：木村了